# Misuzu Kaneko
Misuzu Kaneko (tiếng Nhật: 金子 み す ゞ, tên thật là Teru Kaneko (金子 テ ル), 11 tháng 4 năm 1903 – 10 tháng 3 năm 1930) – là nữ nhà thơ và nhạc sĩ Nhật Bản.
Teru Kaneko sinh ở ngôi làng đánh cá Senzaki-mura, nay là một phần của thành phố Nagato, tỉnh Yamaguchi. Cuộc sống của làng quê phụ thuộc vào việc đánh bắt thủy sản, đặc biệt là từ việc khai thác cá mòi. Những cảnh đánh bắt cá và biển thường xuất hiện trong thơ của bà.
Sự nghiệp của Kaneko như là một nhà thơ viết cho thiếu nhi bắt đầu vào năm hai mươi tuổi, không lâu sau khi cô trở thành người quản lý và nhân viên duy nhất của một hiệu sách nhỏ ở Shimonoseki, một thị trấn ở phía nam của đảo Honshu. Ở đây, cô phát hiện ra việc một số tạp chí đang có một sự bùng nổ về văn học thiếu nhi và họ đề nghị độc giả gửi cho họ các bài thơ và truyện. Kaneko gửi một loạt thơ cho các tạp chí, trong số này có 5 bài được chọn đăng ở 4 tạp chí trong năm 1923. Các năm tiếp sau đó cô đã in được 50 bài thơ.
Năm 1926 cô bị cha mẹ ép gả cho một người đàn ông mà cô không yêu. Người đàn ông này vốn đào hoa và không ủng hộ việc cô làm thơ. Một thời gian sau chồng cô mắc bệnh hoa liễu và truyền cho cô căn bệnh này. Năm 1930 cô ly dị chồng. Lúc đầu chồng cũ để cho cô nuôi con nhưng sau đổi ý đã đòi nuôi con. Để phản đối việc này, Kaneko đã tự tử, trước đó cô đã viết di chúc đòi để cho mẹ của cô (bà ngoại) nuôi con gái.
Những năm sau đó, khi nước Nhật bước vào thời kỳ chủ nghĩa quân phiệt thì rất nhiều tài năng văn học bị lãng quên. Thơ của Kaneko chỉ bắt đầu nổi tiếng ở Nhật Bản từ đầu thập niên 1980. Còn hiện tại thì thơ của Kaneko đã trở thành một phần của văn hóa thế giới.